# Федорине горе (мультфільм)
Федорине горе (рос. Федорино горе) — радянський ляльковий мультфільм 1974 року. Знятий за мотивами казки Корнія Чуковського.

## Сюжет
Стара Федора Єгорівна настільки запустила домашнє господарство, що речі та посуд розгнівалися на неї і вирішили залишити будинок. Якось вони зібралися разом і пішли до лісу. Зрозумівши, наскільки без них буде тяжко, головна героїня покаялася у своїй лінощі та байдужості, і речі, почувши про її важку ситуацію, пошкодували її та вирішили дати їй шанс виправитися. Нарешті Федора зайнялася збиранням та миттям посуду, і вони допомогли господині прогнати тарганів.

## Знімальна група
- Автор сценарію та режисер: Наталія Червінська
- Художник-постановник: Ольга Гвоздєва
- Оператор: Михайло Каменецький
- Композитор: Михайло Меєрович
- Звукооператор: Володимир Кутузов
- Редактор: Раїса Фрічінська
- Художники-мультиплікатори: Лідія Маятникова, Павло Петров, Борис Савін
- Ляльки та декорації виготовили:
  - Олександр Ширчков
  - Віктор Гришин
  - Михайло Колтунов
  - Андрій Барт
  - Світлана Знам'янська
  - Ліліанна Лютинська
  - Катерина Дарикович.
- під керівництвом: Романа Гурова
- Директор картини: Натан Бітман

## Ролі озвучували (не вказано у титрах)
- Тетяна Васильєва — Федора
- Клара Рум'янова — Мітла / блюдця / чашки / лампа
- Гаррі Бардін — Вступна пісня / товстий рудий кіт / чайник
- Юрій Соковнин — Таргани / Курка
- Володимир Ферапонтов — Самовар / праски
- Готліб Ронінсон — Худий чорний кіт

## Цікавий факт
Один з тараканів процитував уривок з іншої казки Чуковського «Тараканище»:
Чекайте, не поспішайте, 

Я вас миттю проковтну,

Проковтну, проковтну, не помилую!